# Cheguig
Cheguig (în arabă الشقيق) este o comună din provincia El Bayadh, Algeria.
Populația comunei este de 3.282 de locuitori (2008).